# توالي الإمبراطورية الرومانية

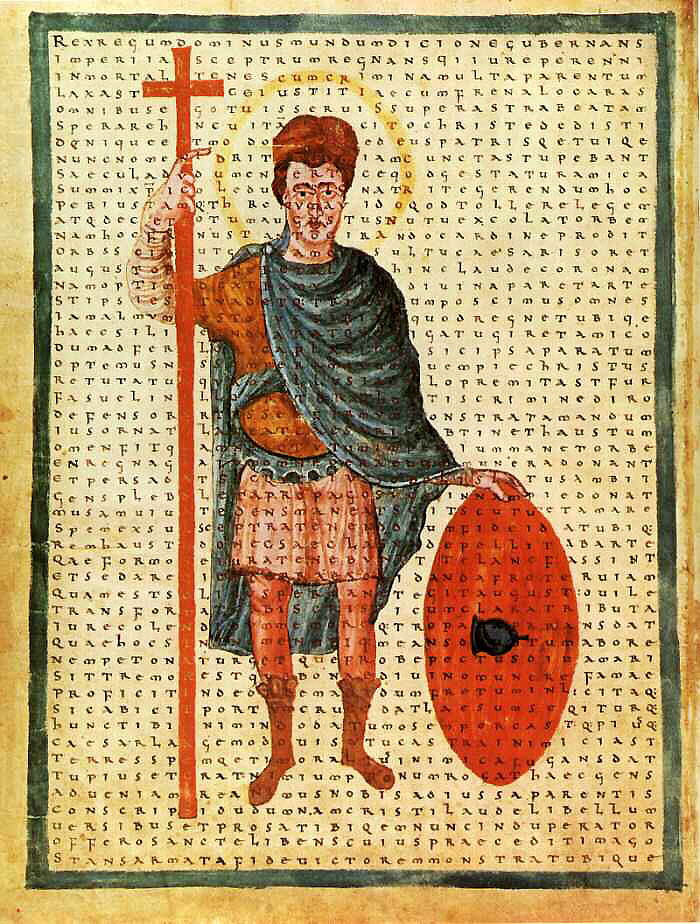

استمرار الإمبراطورية الرومانية وتوارثها وإحياؤها هو موضوع لا يزال مستمرًا في تاريخ أوروبا ومنطقة البحر الأبيض المتوسط. إنه يعكس الذكريات الدائمة للقوة والمكانة المرتبطة بالإمبراطورية الرومانية نفسها.
ادعت العديد من الأنظمة السياسية استمراريتها المباشرة مع الإمبراطورية الرومانية، باستخدام اسمها أو أي شكل من أشكالها كوصف ذاتي خاص أو غير حصري. ليس من المستغرب، مع مرور القرون وحدوث المزيد من الانقسامات السياسية، أن تصبح فكرة الاستمرارية المؤسسية موضع نقاش بشكل متزايد. كان المطالبون الأكثر أهمية لاستمرار الإمبراطورية الرومانية، في الشرق، الإمبراطورية البيزنطية، تليها الإمبراطورية العثمانية بعد عام 1453، وفي الغرب، الإمبراطورية الرومانية المقدسة من 800 إلى 1806. وبالتالي، قد يُنظر إلى إلغاء السلطنة العثمانية في عام 1922 على أنه اللحظة التي لم تعد فيها الإمبراطورية الرومانية موجودة.
بشكل منفصل عن ادعاءات الاستمرارية، أدى الرأي القائل بأن الإمبراطورية قد انتهت إلى محاولات مختلفة لإحيائها أو تخصيص إرثها. استخدمت روسيا الأرثوذكسية منذ القرن السادس عشر وإيطاليا الحديثة بين 1870 و1945 بعض المحاولات في سياق ذلك مثل استخدام مفردات معينة مثل «روما الثالثة» (روما الثانية، هي على التوالي، القسطنطينية وروما الباباوات) لتأكيد تعاقبهم المشروع.

## التأريخ والتسميات

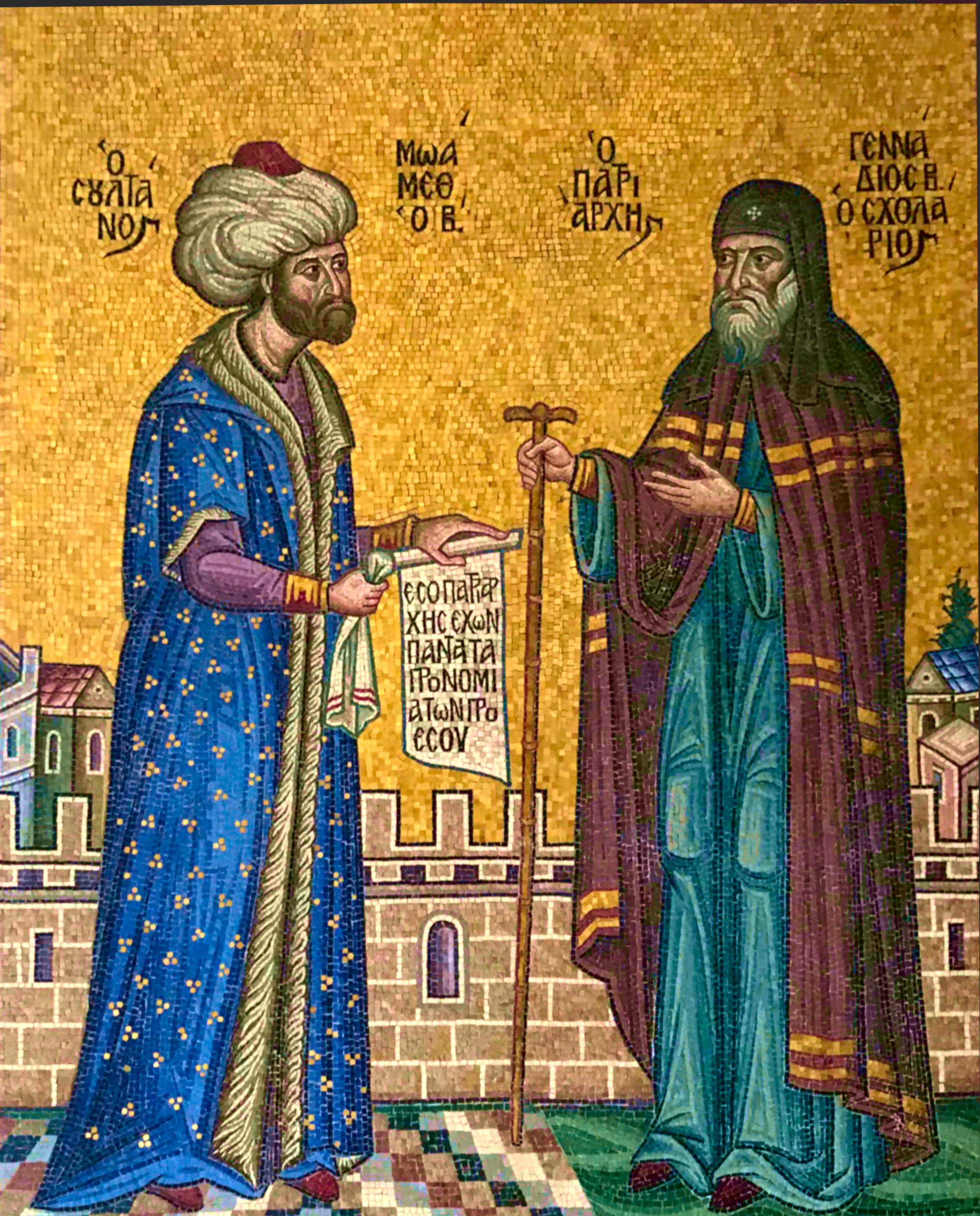
جيناديوس الثاني ومحمد الثاني

في أوروبا الغربية، قدم ليوناردو بروني وجهة نظر بأن لحظة خلع رومولوس أوغستولوس من منصبه في عام 476 م هي نقطة تحول تاريخية سقطت فيها الإمبراطورية الرومانية الغربية وبالتالي نقطة بداية العصور الوسطى، في أوائل القرن الخامس عشر، وعزّز كريستوف سيلاريوس من وجهة النظر هذه في أواخر القرن السابع عشر، ودعم ذلك إدوارد جيبون في أواخر القرن الثامن عشر. ومع ذلك، فهي ليست أكثر من مجرد اتفاقية تاريخية، منذ أن نجت الفكرة الإمبراطورية لفترة طويلة خلال حكم الإمبراطورية الرومانية الغربية في معظم أوروبا الغربية، ووصلت بالفعل إلى مناطق لم تكن أبدًا تحت الحكم الروماني خلال العصور الكلاسيكية القديمة.
يُشكّ أيضًا في فكرة الإمبراطورية الرومانية الشرقية المنتهية في عام 1453، التي تبناها جيبون. إذ كان لقب السلاطين العثمانيين المفترض لإمبراطور الرومان (قيصر رم) مبررًا بحق الاحتلال، على الرغم من أنه لم يكن مقبولًا بشكل عام من قبل الدول المسيحية في أوروبا في ذلك الوقت، ولم يكن ذلك سوى أحد أشكال تثبيت نَسَب السلاطين حتى بين رعاياهم المسيحيين. وبقدر ما احتاج ادعاء العثمانيين الإمبراطوري إلى مزيد من المصادقة من قبل سلطة دينية، فقد حصل عليه من البطريرك غيناديوس سكولاريوس وخلفائه. يمكن النظر إلى عدم الاعتراف بهذه الاستمرارية في التأريخ الغربي التقليدي كحالة من التحيز السياسي و/أو العقائدي.

### الأسماء
لم يستخدم علم التأريخ الحديث اسم «الإمبراطورية البيزنطية» على الإطلاق، وظل يطلق اسم الإمبراطورية الرومانية أو إمبراطورية الرومان أو رومانيا حتى سقوط القسطنطينية. بعد إنشاء الإمبراطورية الرومانية المقدسة في عام 800، كان المسيحيون الأوروبيون الغربيون مترددين في تطبيق اللقب «الروماني» على الإمبراطورية الشرقية وكثيراً ما أطلقوا عليها اسم «إمبراطورية الإغريق» أو «الإمبراطورية اليونانية»، على الرغم من أنهم استخدموا رومانيا كاسم للإمبراطورية اللاتينية في القرن الثالث عشر. على النقيض من ذلك، يشير المسلمون في بلاد الشام وإلى الشرق منها إلى شعب الإمبراطورية الشرقية باسم «الرومان» أو (الروم)، وإلى الأوروبيين الغربيين، بما في ذلك من الإمبراطورية الرومانية المقدسة، باسم «الفرنجة» أو (الإفرنج).
يشير الاسم بيزنطة إلى المدينة القديمة على مضيق البوسفور، وهي الآن اسطنبول، والتي أعاد قسطنطين تسميتها بالقسطنطينية في عام 330. ولم يُستَخدم الاسم بعد ذلك، إلا في سياقات تاريخية أو شعرية نادرة، حتى اتخذت دلالتها الجديدة لأول مرة في عام 1557، عندما بدأ العالم الألماني هيرونيموس وولف نشر كتابه «المجموعة الكاملة للتاريخ البيزنطي»، وهو مجموعة من المصادر التاريخية التي تتكلم عن الإمبراطورية الشرقية. ثم منذ عام 1648 فصاعدًا، نشر فيليب لاب وزملاؤه اليسوعيون الفرنسيون 24 مجلدًا بعنوان دي بيزنطين هيستوري سكريبتوريبوس، وفي عام 1680 أنتج دو كانج كتابه الخاص بعنوان تاريخ بيزنطة. عززت هذه المساعي استخدام التسمية «البيزنطية» بين المؤلفين الفرنسيين، بما في ذلك مونتسكيو في القرن الثامن عشر. لم يدخل هذا الاستخدام خارج فرنسا في العالم الغربي حيز الاستخدام العام إلا في منتصف القرن التاسع عشر، بعد أن نشر بارتولد جورج نيبور ومعاونيه كتاب كوربوس سكريبتورم هيستوري المكون من 50 مجلدًا.
وبالمثل، يطلق المؤرخون على «الإمبراطورية الكارولنجية» و«الإمبراطورية الرومانية المقدسة» بالفرنسية والإسبانية اسم «الإمبراطورية الرومانية الجرمانية المقدسة» والتي هي في الحقيقة الإمبراطورية الرومانية، أو إمبراطورية الرومان أو ببساطة الإمبراطورية بالنسبة لرعاياهم وحكامهم، مع إضافة «الفرنجة» أو «الإفرنج» أحيانًا اعتمادًا على السياق. فقط في عام 1157 أدت التقلبات والمنعطفات حول نزاع التنصيب إلى اعتماد تسمية الإمبراطورية، وإن لم يكن الإمبراطور نفسه «مقدسًا». لم يُشار إلى ألمانيا التي ظهرت لأول مرة في أواخر القرن الخامس عشر في الوثائق الإمبراطورية الرسمية. تضمنت التسميات العامية الأخرى في أوائل العصر الحديث «الإمبراطورية الألمانية» أو ما يُعرَف بـ (الرايخ الألماني) أو «الإمبراطورية الرومانية الألمانية» (روميش-دويتش رايش).
في عام 1773، قبل بضعة عقود من زوال الإمبراطورية الرومانية المقدسة، قال فولتير جملة السخرية الشهيرة بأنها «لم تكن بأي حال من الأحوال مقدسة، ولا رومانية، ولا إمبراطورية».

## الشرعية الإمبراطورية
في العقود الأولى للإمبراطورية الرومانية، تحددت الشرعية إلى حد كبير من خلال المؤسسات الموروثة من الجمهورية الرومانية، في البداية جنبًا إلى جنب مع شكل من أشكال الخلافة الوراثية في عهد أسرة جوليو كلوديان. مع فقدان المؤسسات الجمهورية القديمة تدريجيًا أهميتها، استمد العديد من الأباطرة اللاحقين شرعيتهم من تهليل الجيش، وخلال سلالة نيرفا -أنطونين، استمدوا الشرعية من خلال التبني من قبل أسلافهم. حددت الإمبراطورية الرومانية نفسها منذ فترة طويلة من خلال عاصمتها التي تحمل اسمها، ولكن هذه المعادلة أصبحت غير واضحة بعد أزمة القرن الثالث إذ نُقل المركز الإداري إلى ميديولانوم (ميلانو)، ثم جُزِّئ إلى مواقع مختلفة (مثل نيكوميديا، سيميريوم، أوغستا تريفيروروم، سيرديكا) قبل إعادة توحيدها من قبل قسطنطين الكبير في بيزنطة، وأعيد تسميتها وتخصيصها للقسطنطينية عام 330؛ بينما حلت رافينا محل ميلانو كعاصمة سياسية غربية عام 402. وفي الوقت نفسه، تحولت الإمبراطورية إلى المسيحية في سياق القرن الرابع، والتي أعادت جزئيًا تعريف سلطة الإمبراطور إذ أصبح حامي دين الدولة الجديد.
وهكذا، فإن الهوية الإمبراطورية، وبالتالي السؤال عن أي نظام سياسي يمكن أن يدعي بحق أنه الإمبراطورية الرومانية، لا يعتمد على معيار واحد ولكن على مجموعة متنوعة من العوامل؛ القوة الإقليمية المهيمنة والسمات ذات الصلة بالسلام والنظام. حكم على روما و/ أو القسطنطينية؛ حماية العدل والإيمان المسيحي (من الوثنية والبدعة والإسلام لاحقًا)؛ وكذلك، وإن كان ذلك بشكل متقطع، اعتبارات الخلافة الأسرية أو القومية العرقية.

### المطالبات المتعارضة
تفسر الأبعاد المتعددة للمطالبة الإمبراطورية، إلى جانب المكانة الفريدة التي يتمتع بها اللقب الإمبراطوري، تكرار النزاعات المستعصية في كثير من الأحيان حول أي من الأنظمة السياسية والحكام الذين يمكن أن يتولوا هذه النزاعات بحق. فقدت هذه الصراعات قوتها خلال الفترة الحديثة المبكرة، مع ذلك، إذ أدى تحسين التواصل ومحو الأمية إلى تقويض أي ادعاء بالتفوق العالمي.
توضح رسالة من الإمبراطور الكارولنجي لويس الثاني إلى الإمبراطور البيزنطي باسيل الأول، التي ربما صيغت في الدوائر الرومانية القريبة من البابوية، ردًا على نسخة أصلية مفقودة وبقيت في القرن الثالث عشر محفوظة في مكتبة الفاتيكان، كيف أطِّر النقاش في وقته (حوالي عام 871). الاقتباسات التالية مأخوذة من ترجمة كاملة للباحث تشارلز ويست.

الحكم الإقليمي على القسطنطينية ليس المعيار الحصري لمطالبة إمبراطورية شرعية:
«هنا معنا، في الحقيقة، قُرأت العديد من الكتب، ويُقرأ العديد منها بلا كلل، ومع ذلك لم نكتشف أبدًا أنه وضع حدود، أو إصدار نماذج أو مبادئ، بحيث لا يمكن تسمية أي شخص بالإمبراطور (باسيليوس) إلا من تصادف أنه تولى دفة الحكم (الإمبراطوري) في مدينة القسطنطينية».
في حين أن فكرة الإمبراطورية وحدوية، لا توجد عقيدة راسخة مفادها أنه يجب أن يكون هناك إمبراطور واحد فقط في أي وقت، خاصة إذا كان الإمبراطوران على علاقة ودية. سواء كان عن قصد أم لا، فإن وصف لويس لاثنين من أباطرة إمبراطورية واحدة يطابق العقيدة الكامنة وراء النظام الرباعي أو الانقسام بين الإمبراطورية الشرقية والغربية بين 395 و476.

## الأسماء الجغرافية والعرقية
نجا الاسم الإمبراطوري الروماني ولا يزال قائماً في عدد من المناطق، وبالتالي تبنته الأنظمة السياسية التي حكمت تلك المناطق، حتى في الحالات التي لم تدعي تلك الأنظمة أنها تجسيد للإمبراطورية الرومانية في الأيام الأخيرة. ويشمل ذلك:
- رومانيا (منطقة)، المنطقة الإيطالية التي كانت المركز الإداري لإيطاليا البيزنطية وبالتالي بقيت مرتبطة بالإمبراطورية الرومانية عندما سقطت معظم البلاد تحت حكم اللومبارديين.
- أرض الروم، الاسم الذي أشار به السلاجقة الأتراك إلى أجزاء الأناضول التي غزوها من الإمبراطورية الرومانية الشرقية، وبالتالي الاسم الشائع لمملكتهم (منذ عام 1077 حتى 1308) كان سلطنة الروم.[10]
- رومانيا، مرجع معتاد في اللغات اللاتينية والرومانسية في العصور الوسطى للإمبراطورية البيزنطية، أو بين 1204 و1261 للإمبراطورية اللاتينية. لقد نجت لفترة من الوقت في أسماء الأماكن مثل نافبليو، والتي يُطلَق عليها في الإيطالية اسم نابولي في رومانيا في العصر الحديث.
- روميليا، الأجزاء البلقانية من الإمبراطورية الشرقية السابقة، وصفت بأنها «أرض الرومان» بعد غزوهم من قبل العثمانيين، في الوقت الذي كان يُشار فيه إلى أراضي آسيا الصغرى المعروفة سابقًا باسم روم مرة أخرى باسم الأناضول.
- دولة رومانيا الحديثة، إذ لطالما كان الأصل الروماني لمقاطعة داسيا التابعة للإمبراطورية الرومانية جزءًا من الحكايا الوطنية على الرغم من ندرة الأدلة القاطعة. ظهر الاسم «الروماني» الذي يشير إلى المتحدثين بالرومانسية في والاشيا ومولدافيا وترانسيلفانيا في القرن السادس عشر (مع تهجئات مختلفة بالعامية) تحت تأثير عصر النهضة الإنسانية.

كلمة «اللغات الرومانسية»، التي تشير إلى عائلة اللغات التي تشمل أيضًا الإسبانية والبرتغالية والفرنسية والإيطالية وغيرها، مشتقة من كلمة «روماني». اشتق اسم يهود الرومانيوت من الإمبراطورية الشرقية/البيزنطية/العثمانية السابقة. على النقيض من ذلك، فاسم شعب الرّوما من جذر سنسكريتي غير ذي صلة كان شائعًا بين شعب دومبا في الهند.